# Histrionicotoxine

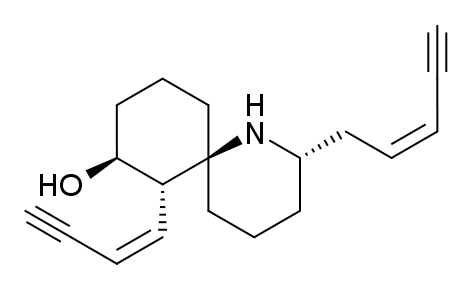

L'histrionicotoxine est un alcaloïde neurotoxique présent en quantité notable dans la peau de certaines grenouilles, notamment celle d'Oophaga histrionica.
L'histrionicotoxine, comme d'autres toxines similaires, n'est probablement pas produite par les amphibiens eux-mêmes mais issue des insectes dont ils se nourrissent puis stockée au niveau des glandes de la peau. Cette toxine semble moins puissante que d'autres alcaloïdes présents chez d'autres espèces de grenouilles.